# Bert Freeman
Pour les articles homonymes, voir Freeman.
Bertram Clewley Freeman (né le 1er octobre 1885 à Handsworth, quartier de Birmingham – et mort le 11 août 1955) était un joueur de football anglais. 
Il est un des plus grands buteurs de son époque et a joué avant-centre pour Woolwich Arsenal, Everton, Burnley et Wigan Borough. Il est également international avec l'Angleterre, inscrivant trois buts en cinq matchs.

## Statistiques de carrière
| Club                | Saison  | Championnat | Championnat | FA Cup | FA Cup | Total  | Total |
| Club                | Saison  | Matchs      | Buts        | Matchs | Buts   | Matchs | Buts  |
| ------------------- | ------- | ----------- | ----------- | ------ | ------ | ------ | ----- |
| Aston Villa FC      | 1904-05 | 0           | 0           | 0      | 0      | 0      | 0     |
| Aston Villa FC      | Total   | 0           | 0           | 0      | 0      | 0      | 0     |
| Woolwich Arsenal FC | 1905-06 | 17          | 9           | 4      | 3      | 21     | 12    |
| Woolwich Arsenal FC | 1906-07 | 12          | 8           | 0      | 0      | 12     | 8     |
| Woolwich Arsenal FC | 1907-08 | 15          | 4           | 1      | 0      | 16     | 4     |
| Woolwich Arsenal FC | Total   | 44          | 21          | 5      | 3      | 48     | 24    |
| Everton FC          | 1907-08 | 4           | 1           | 0      | 0      | 4      | 1     |
| Everton FC          | 1908-09 | 37          | 38          | 1      | 0      | 38     | 38    |
| Everton FC          | 1909-10 | 34          | 22          | 7      | 4      | 41     | 26    |
| Everton FC          | 1910-11 | 11          | 2           | 0      | 0      | 11     | 2     |
| Everton FC          | Total   | 86          | 63          | 8      | 4      | 94     | 67    |
| Burnley FC          | 1910-11 | 2           | 0           | 0      | 0      | 2      | 0     |
| Burnley FC          | 1911-12 | 33          | 32          | 1      | 1      | 34     | 33    |
| Burnley FC          | 1912-13 | 37          | 31          | 6      | 5      | 43     | 36    |
| Burnley FC          | 1913-14 | 31          | 16          | 8      | 3      | 39     | 19    |
| Burnley FC          | 1914-15 | 32          | 12          | 3      | 3      | 35     | 15    |
| Burnley FC          | 1919-20 | 28          | 12          | 4      | 0      | 32     | 12    |
| Burnley FC          | 1920-21 | 3           | 0           | 1      | 0      | 4      | 0     |
| Burnley FC          | Total   | 166         | 103         | 23     | 12     | 189    | 115   |
| Wigan Borough FC    | 1921-22 | 25          | 13          | 0      | 0      | 25     | 13    |
| Wigan Borough FC    | Total   | 25          | 13          | 0      | 0      | 25     | 13    |
| Total               |         | 321         | 200         | 36     | 19     | 357    | 219   |

## Palmarès
Everton FC
- Vice-champion du Championnat d'Angleterre de football (1) : 
  - 1909.
- Meilleur buteur du Championnat d'Angleterre de football (1) :
  - 1909: 38 buts.

Burnley FC
- Vice-champion du Championnat d'Angleterre de football (1) :
  - 1920.
- Vainqueur de la FA Cup (1) : 
  - 1914.
- Meilleur buteur du Championnat d'Angleterre de football D2 (2) :
  - 1912: 32 buts & 1913: 31 buts.